# 近親相姦の法的な扱い
近親相姦の法的な扱い（きんしんそうかんのほうてきなあつかい）は、法域によって大幅に異なる。近親相姦が相互に同意する2人の成人の間でされる場合、コンサングィナモリー（Consanguinamory） と称される場合がある。

## 歴史

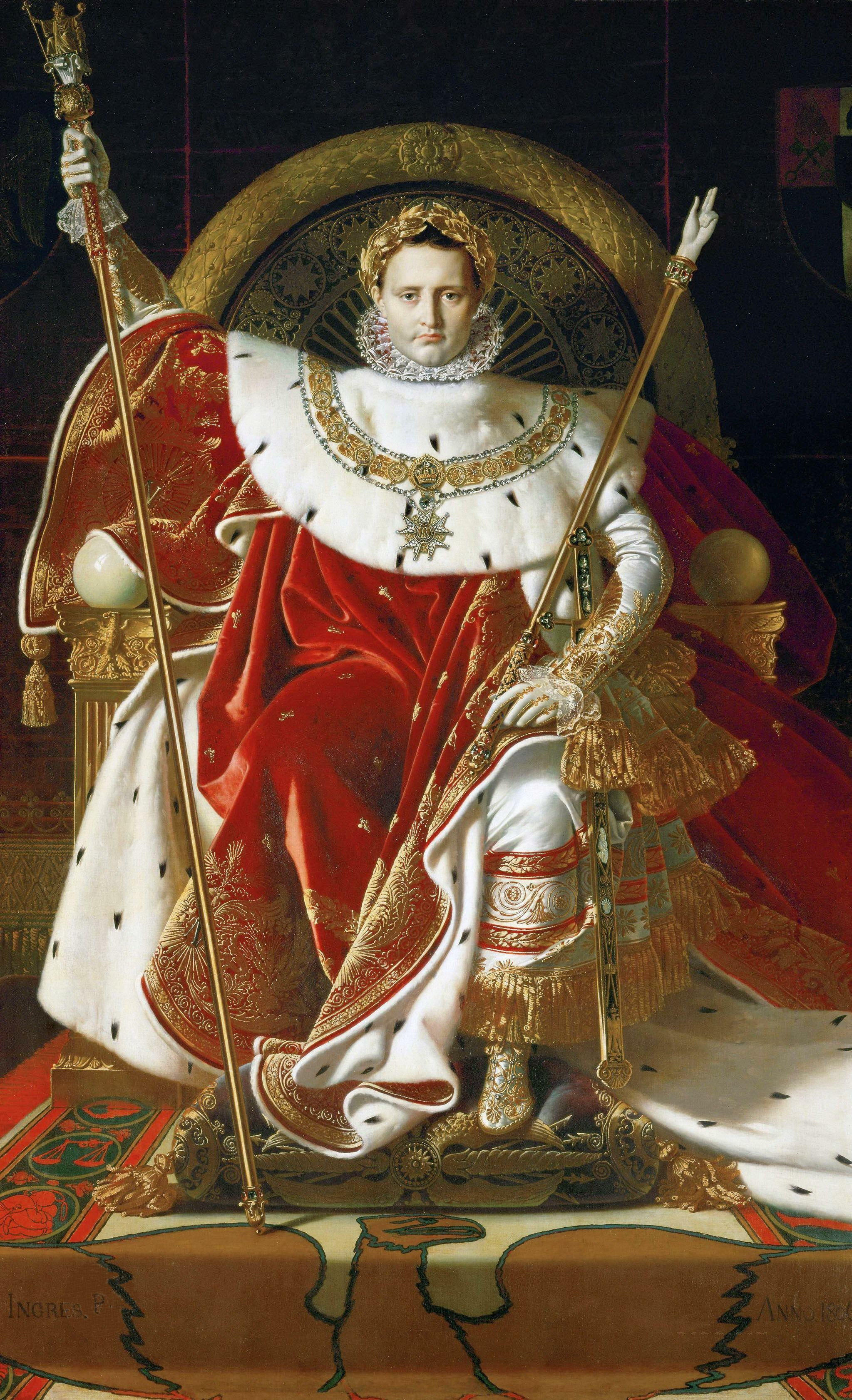
ナポレオン・ボナパルト

### ヨーロッパ
1810年にフランス皇帝ナポレオン・ボナパルトは、自身が支配していたフランス、ベルギー、ルクセンブルクの近親相姦罪を廃止させた。
2012年7月9日までにドイツの同盟90/緑の党の青年部であるグリューネ・ユーゲントは、近親相姦の禁制は国家が市民の生活に介入しすぎているとして近親相姦の合法化を提言した。2014年9月24日にドイツ倫理委員会は、政府に対して兄弟姉妹による近親相姦の合法化を勧告した。2016年2月24日までにスウェーデン自由党青年団は、合意に基づく15歳以上の兄弟姉妹間の近親相姦の合法化を求める決議を可決させた。
2016年1月、スコットランド議会に近親相姦の合法化の請願が提出された。請願は、成人の合意に基づいた近親相姦（Adult Consenting Incest、ACI）は、教会とその影響下にある政府とメディアの偏狭さによって不当にブロックされていると指摘した。
2019年11月、アイルランド法改正委員会は、合意を前提とした成人の兄弟姉妹による近親相姦の合法化を検討した。

### オセアニア
ニュージーランドの哲学者でヴィクトリア大学ウェリントン校教授のピーター・マンツは、同じ環境で共に成長した家族に対して性的魅力を感じる余地は最小限と考えられるが、もしそれでも兄弟姉妹が互いに恋愛感情を持ったなら、それは歓迎されるべきであるとして、近親相姦の合法化をニュージーランド議会の特別委員会に申し出た。マンツは、近親交配の影響は散発的で世代を経るごとにリスクは低くなるため、遺伝的な観点は近親相姦を禁止する十分な理由にならないと述べた。

## 表
| 国               | 相互に同意する成人の間で行われる近親相姦                     | 禁止の関係 | 刑罰 |
| ---------------- | ------------------------------------------------------------ | --- | --- |
| アフガニスタン   | 違法                                                         | | ターリバーン支配地域は死刑 |
| アルバニア       | 違法                                                         | - 直系尊属と卑属 - 兄弟姉妹 - 血縁または養子縁組による関係 | 禁固7年以下 |
| アルゼンチン     | 合法                                                         | | |
| オーストラリア   | 違法                                                         | 州による | 州による |
| オーストリア     | 違法                                                         | - 直系尊属と卑属 - 全血兄弟姉妹 | 禁固3年以下 |
| ベルギー         | 合法（1810年から）                                           | | |
| ブータン         | 違法                                                         | - 他の法律による規定がない場合、法律で結婚することができない血族または姻族 | 禁固1年以上3年以下 |
| ブラジル         | 合法                                                         | | |
| ブルネイ         | 違法                                                         | - 宗教法で禁止された血族 | 死刑 |
| カナダ           | 違法                                                         | - 子供/両親または孫/祖父母 - 全血と半血の兄弟姉妹 | 禁固14年以下 |
| チリ             | 違法                                                         | - 直系尊属と卑属 - 全血兄弟姉妹 | 禁固1年以下 |
| 中華人民共和国   | 合法                                                         | 結婚 | |
| チェコ           | 違法                                                         | - 直系尊属と卑属 - 兄弟姉妹 - 血縁または養子縁組による関係 | 禁固3年以下 |
| デンマーク       | 違法                                                         | - 直系尊属と卑属 - 全血兄弟姉妹 | - 禁固6年以下（直系） - 禁固2年以下（兄弟姉妹） |
| エリトリア       | 違法                                                         | - 祖父母・親と子供・孫 - 兄弟または半血兄弟と姉妹または半血姉妹 - 同性間の性関係は常に禁止 | 禁固1年以上3年以下 |
| エストニア       | 違法                                                         | - 祖父母・親と子供・孫 - 血縁または養子縁組による関係 | 禁固2年以上8年以下 |
| エチオピア       | 違法                                                         | - 法律によって結婚が禁止されている血族 - 同性間の性関係は常に禁止 | 禁固3か月以上3年以下 |
| フランス         | 合法（1810年から）                                           | | |
| ドイツ           | 違法（異性間） / 合法（同性間）                              | - 直系尊属と卑属 - 全血と半血の兄弟姉妹 | 禁固3年以下と罰金 （両者とも未成年の場合は罰則なし） |
| ギリシャ         | 違法                                                         | - 直系尊属と卑属 - 全血と半血の兄弟姉妹 | - 卑属の年齢が15歳未満（14歳以下）の場合、尊属は禁固10年以上、15歳ではあるが18歳でない場合は禁固、18歳以上である場合は禁固2年以下 - 兄弟姉妹または半血兄弟姉妹の場合、禁固2年以下 |
| 香港             | 違法（異性間） / 合法（同性間）                              | - 祖父、父親、兄弟、息子（女性） - 祖母、母親、姉妹、娘（男性） | - 禁固20年以下（男性） - 禁固14年以下（女性） - 尊属終身刑を含む（卑属の年齢が13歳未満（12歳以下）の場合）                                                                        |
| アイスランド     | 違法                                                         | - 直系尊属と卑属 - 全血と半血の兄弟姉妹 | - 尊属に禁固8年以下 - 卑属が15歳から17歳だった場合、禁固12年以下 - 兄弟姉妹の場合禁固4年以下                                                                                      |
| インド           | 合法                                                         | | |
| インドネシア     | 違法                                                         | | - 禁固8年 - 鞭打ち |
| アイルランド     | 違法（異性間） / 合法（同性間）                              | - 孫娘、娘、母親、姉妹または半血姉妹（男性） - 祖父、父親、息子、兄弟または半血兄弟（女性） | - 禁固7年以下（女性） - 終身刑を含む（男性） |
| イラン           | 違法                                                         | - 宗教法で禁止された血族 - 継母 | 死刑 |
| イスラエル       | 合法（両者とも21歳以上の場合）/ 違法（一方が21歳以下の場合） | 21歳未満（20歳以下）の血族または養子縁組による関係 | 禁固16年以下 |
| イタリア         | / 公的スキャンダルとなった場合のみ違法                       | | 禁固2年以上8年以下 |
| コートジボワール | 合法                                                         | | |
| 日本             | 合法（両者とも18歳以上の場合）                               | 一方が18歳未満（17歳以下）の場合は監護者わいせつ罪及び監護者性交等罪となる | 禁固6ヶ月以上10年以下 |
| ラトビア         | 合法                                                         | | |
| リベリア         | 違法                                                         | - 直系尊属と卑属 - 半血または全血の兄弟姉妹 - 全血の叔父、叔母、甥または姪 - 同性間の性関係は常に禁止 | 禁固3年以下 |
| リトアニア       | 合法（両者とも18歳以上の場合）                               | | |
| ルクセンブルク   | 合法（1810年から）                                           | | |
| マレーシア       | 違法                                                         | - 宗教法で禁止された親族 | - 禁固6年以上20年以下 - 鞭打ち |
| オランダ         | 合法                                                         | | |
| ニュージーランド | 違法                                                         | - 直系尊属と卑属 - 全血または半血の兄弟姉妹 | 禁固10年以下 |
| ナイジェリア     | 違法（2015年から）                                           | | - 禁固5年以上（合意あり） - 禁固10年以上（合意なし） |
| ノルウェー       | 違法                                                         | - 直系尊属と卑属 - 兄弟姉妹 - 養子縁組または義理の親族 | 禁固5年以下 |
| パキスタン       | 違法                                                         | - 父親、祖父と尊属の妻または元妻 - 母親、祖母と尊属 - 娘、孫娘と卑属 - 全血または半血の兄弟姉妹 - 両親の姉妹、祖父母の姉妹と尊属の姉妹 - 娘、孫娘と、全血または半血の兄弟姉妹の卑属 - 乳母 - 乳姉妹 - 妻または元妻の母親、祖母、それ以上の尊属 - 妻または元妻の娘、孫娘 - 実の息子または孫とそれ以下の卑属の妻または元妻 | |
| フィリピン       | 合法（両者とも18歳以上の場合）                               | - 結婚 - 直系尊属と卑属 - 全血または半血の兄弟姉妹 - 4親等内の血族 | |
| ポーランド       | 違法                                                         | - 直系尊属と卑属 - 保護者または被保護者 - 全血、半血または義理の兄弟姉妹 | 禁固3か月以上5年以下 |
| ポルトガル       | 合法                                                         | | |
| ロシア           | 合法                                                         | | |
| サウジアラビア   | 違法                                                         | | 死刑 |
| セルビア         | 合法（両者とも18歳以上の場合）/ 違法（一方が18歳以下の場合） | - 18歳未満（17歳以下）の血縁親族 - 18歳未満（17歳以下）の兄弟姉妹 | 禁固3年以下 |
| シンガポール     | 違法                                                         | - 娘または息子、母親または父親、孫または孫娘、祖母または祖父 - 姉妹または半血姉妹、兄弟または半血兄弟 - 同性間の性関係は常に禁止 | 禁固5年以下 |
| スロベニア       | 合法（両者とも18歳以上の場合）/ 違法（一方が18歳以下の場合） | - 18歳未満（17歳以下）の直系親族 - 18歳未満（17歳以下）の兄弟姉妹 | 禁固2年以下 |
| 南アフリカ共和国 | 違法                                                         | - 直系尊属と卑属 - 1親等内の血族 - 1親等内の姻族 - 養子縁組による親/子供 | 禁固3年以下と罰金 （両者とも未成年の場合は罰則なし） |
| 大韓民国         | 合法                                                         | | |
| ソマリア         | 違法                                                         | | 死刑 |
| 南スーダン       | 違法                                                         | - 直系尊属と卑属 - 半血または全血の兄弟姉妹、叔父、叔母、甥、姪 - 同性間の性関係は常に禁止 | - 禁固7年以下 - 罰金 |
| スペイン         | 合法                                                         | | |
| スウェーデン     | 違法                                                         | - 直系尊属と卑属 - 全血兄弟姉妹 | |
| スイス           | 違法                                                         | - 直系尊属と卑属 - 全血兄弟姉妹 | 禁固3年以下 |
| スーダン         | 違法                                                         | - 直系尊属と卑属またはそれらの配偶者 - 姉妹、兄弟またはそれらの子供、叔母または叔父 - 同性間の性関係は常に禁止 | - 同性間の性関係の場合死刑 - それ以外の場合は禁固5年以下 |
| 中華民国         | 合法（両者とも25歳以上の場合）/ 違法（一方が25歳以下の場合） | - 25歳未満（24歳以下）の血縁の直系親族 - 25歳未満（24歳以下）の3親等内の傍系血族 | 禁固5年以下（もっとも、刑法第236条に血族相姦罪は親告罪と明記されており、当事者達が刑罰を望まない場合は不起訴とすることは可能である）                                              |
| タンザニア       | 違法                                                         | - 孫娘、娘、姉妹または母親（女性） - 祖父、父親、兄弟または息子（男性） - 同性間の性関係は常に禁止 | 禁固5年以下 |
| タイ             | 合法（両者とも15歳以上の場合）                               | | |
| トルコ           | 合法                                                         | | |
| ウガンダ         | 違法                                                         | - 祖母、母親、半血または全血姉妹、娘、孫娘、妻の母親、妻の娘、叔母、兄弟姉妹の娘、息子の妻、いとこ、父親の妻（男性） - 祖父、父親、半血または全血兄弟、息子、孫、夫の父親、夫の息子、叔父、兄弟姉妹の息子、娘の夫、いとこ、母親の夫（女性） - 同性間の性関係は常に禁止                                                   | - 禁固7年以下 - 18歳未満の場合終身刑を含む |
| アラブ首長国連邦 | 違法                                                         | 宗教法で禁止された血族 | 死刑 |
| イギリス         | 違法                                                         | - 祖父母・親と子供・孫 - 兄弟または半血兄弟と姉妹または半血姉妹 - 叔父・叔母と甥・姪 | - 共に成年者の場合は禁固2年以下 - 一方が未成年者の場合は禁固14年以下 |
| アメリカ合衆国   | / 州による                                                   | 州による | 州による |
| ザンビア         | 違法                                                         | - 孫娘、娘、姉妹、母親（男性） - 祖父、父親、兄弟、息子（女性） - 同性間の性関係は常に禁止 | 禁固5年以下 |

## 刑罰規定
人類社会の大部分においてインセスト・タブーというものがあり、法律上で近親相姦に刑罰規定を設けている国もある。しかし、成人の近親者間が合意の上で行っている性行為を犯罪として罰することは被害者なき犯罪であるという指摘があり、身体的もしくは心理的な強要を伴わない場合においては、単に道徳的な理由だけで成立している近親相姦法は撤廃されるべきではないかという動きが起こった。
成人同士の合意の上での近親相姦を合法としている主な国には日本、中華人民共和国、ロシア、トルコ、スペイン、オランダ、イスラエル、コートジボワール、インド、アルゼンチン、ベルギー、ポルトガル、ルクセンブルク、ブラジルがある。ただし、イスラエルは保護者に関しては別に法律を制定しており、直系子孫や被後見者等との関係を持つ場合は相手が21歳以上であることが必要で、20歳以下では合法とならない。

### 日本
日本国内において、暴行や脅迫を伴わない近親相姦に関する刑罰規定には、さまざまな例がある。
日本の律令では、八虐で尊属及び近親者に対する罪として悪逆・不道・不孝を定め、これらを犯罪行為として禁止していたが、近親相姦の禁止は謳われていない。京都朝廷の格式としては927年に完成された延喜式で述べられている規定で、国つ罪として母及び子との近親相姦が禁止された。江戸幕府の規定においては、1742年の「公事方御定書」では養母、養娘、姑と密通した場合は両者ともにさらし首、姉妹、叔母、姪の場合は両者ともに遠国送りにした上で非人扱いとすると定めた（母子・父子は論外であった模様）。なお、規定上は兄弟姉妹間の密通は非人手下であって死刑ではなかったが、19世紀初頭の記録として、仙台城下で許嫁がいる衣服商の娘が兄と通じたとして兄妹もろとも磔で処刑されたという事例も存在している。

#### 近代以降
近代日本では1873年6月13日に制定された改定律例においては親族相姦の規定があったが、1881年をもって廃止された。刑法に盛り込まれなかった理由は、ギュスターヴ・エミール・ボアソナードが「近親相姦概念は道徳的観念の限りにおいて有効である」と反対したためである。現在の日本では、成人の近親者同士の合意に基づく性的関係についての刑罰規定は存在しない。1947年8月11日の第1回国会司法委員会公聴会では小川友三が日本において近親相姦を違法化していないのは問題があると主張したが、牧野英一は、外国で近親相姦罪が支持される背景には宗教上の問題がある件を挙げ反論している。
また、廃止前の1873年（明治6年）に15歳以下を理由に35円（現在の価値で70万円）の収贖（刑に服する代わりに，金銭を納めて罪過を贖<あがな>うこと）に刑を換えられた娘以外の5人が、近親相姦により終身懲役の判決が下された記録がある（娘の内1人は、日本で初めて1873年（明治6年）に刑罰の1つとして新設された終身懲役[無期懲役] の判決が下された女性であり、神奈川県が司法省（現法務省）に伺いを出した時は、父娘共に梟首（獄門）するよう求めていた。なお、1873年（明治6年）に終身懲役の判決が下された女性全員が、父との近親相姦を理由に下されている。）
改正刑法草案で「被保護者の姦淫」についての規定を新設する動きもあったが、日本弁護士連合会は1989年にまとめた「親権をめぐる法的諸問題と提言」で、家庭内のことに警察が介入することで余計な問題が引き起こされるのではということを理由の一つに挙げ、基本的にこの動きに反対する姿勢をとったりもした。1995年4月27日の第132回国会法務委員会では1973年の判例である尊属殺重罰規定違憲判決の話で近親相姦の違法化について議題となったが、法務省刑事局長であった則定衛は強姦罪は親告罪であるため未成年の子供が親権者を訴えにくい環境があるとはいえ、現行法でも他の親族の訴えで告訴は可能だとこれに反論した。この事件は長年にわたり性的虐待を実の父親から受けていた女性が、別の男性と結婚したいと言ったところ激怒、脅迫した父親を絞殺したという事件であるが、最高裁判所による史上初の違憲立法審査権行使という側面は注目されたが、当時は社会問題として性的虐待が扱われていなかった。
なお、保護者と18歳未満（17歳以下）の子供の性的関係に関しては児童虐待の防止等に関する法律の対象となりうる。2000年の成立当初は罰則はなかったが、2007年の改正で都道府県知事による接近禁止命令（12条の4）及びそれに違反した場合の罰則（旧17条、児童福祉法での措置を20歳になるまで延長できるようになったため、2017年4月1日より延長者虐待に関する規定が施行されることに伴い、その旨を明記の上で18条に繰下）が制定された。家庭裁判所も、児童福祉法28条に基づく審判中は、家事事件手続法239条に基づき保全処分として接近禁止命令を出すことが可能である。
暴行や脅迫に属する行為があった場合は強姦罪などの法律で対処することになっていたが、明白な身体的暴力がなくとも心理的強制が認められれば準強姦罪などの法律が適用された事例もある。一例としては、青森県在住の男性が孫娘2人に対して性的暴行を加えていたとして準強姦罪及び準強制わいせつ罪で訴えられ、2008年9月2日に青森地方裁判所が懲役12年の実刑判決を下した事件が挙げられる。この事件では孫娘に対する心理的強要があったとされるが、判決当時73歳だった祖父を孫娘は拒絶などしていなかったと裁判で主張していた。
2014年より有識者を集め「性犯罪の罰則に関する検討会」が法務省で開かれ、この中では親子などといった関係性を乱用した性的行為について犯罪類型を新設するかどうかも議題の一つとして扱われることになった。「性犯罪の罰則に関する検討会」では、親子が同意した上で行う場合もありうるという意見もあったため、危機感を抱いた山本潤は有志一同で「性暴力と刑法を考える当事者の会」を結成し、法制審議会に対して要望書を提出した。2016年5月25日に行われた法制審議会のヒアリングに出席した山本潤は、自らも父親に性被害を受けたことがあると述べた上で、性加害という問題を被害者の観点から考察してほしいと訴えた。結果として、2016年9月に法制審議会は、親に代表されるような「監護者」が、18歳未満の者に対しわいせつな行為に及んだ場合の刑罰を新設するよう、金田勝年法務大臣に答申した。そして2017年6月16日に、参議院本会議で改正刑法は可決され「監護者わいせつ罪」（刑法第179条第1項）及び「監護者性交等罪」（同条第2項）の新設が実現した。この改正案はそれまで暴行や脅迫を必要とせずに強姦罪や強制わいせつ罪で罰することができる年齢は13歳未満とされていたのを、監護者による行為の場合は18歳未満に引き上げることを目的とした。なお、この改正の際、性犯罪の親告罪規定は全面撤廃され、強姦罪の名称もなくなった。監護者の範囲であるが、藤井恭子は兄や姉などであっても世話をしている同居人であれば監護者にあたるという見方をしている。
もっとも、2017年の改正後も18歳以上に関しては従来どおり性犯罪一般の規定での運用となっている。2019年3月26日には、名古屋地方裁判所岡崎支部において、19歳になっていた娘と性交したとして準強制性交等罪に問われていた父親に抗拒不能か疑わしいとして無罪判決が下った。ただ、この事件については娘は性交される1ヶ月以内に父親に暴力を振るわれていたとされており、伊藤和子は恐喝罪であれば10日前に脅迫を受けたといった場合であっても成立するのに、これでは同じ畏怖を用いて行った行為でも準強制性交等罪は成立しないことになってしまうと指摘する。伊藤和子は、日本と類似した規定があるフィンランドでは抵抗不能状態の具体例として畏怖状態が明示されていることを引き合いに出し、このように具体例が明記されていれば以前に父親に暴行を受けたといった事例であってもちゃんと適用できたのではないかと指摘している。その後、この判決に対し大きな疑問が一般に巻き起こったことが主なきっかけとなり、フラワーデモと呼ばれる集会が各地で行われる現象が起こった。

### 中国
中華人民共和国では近親相姦自体が罪として定められていないが、尊属殺人事件の裁判で情状酌量の理由として扱われる場合もある。1980年以降母親と性関係を持ち続けながら、結婚と離婚を2回繰り返した後、3回目の結婚生活を妻と送っていた最中、息子が母親のせいでこれ以上離婚したくないことを動機として、2006年5月に母親を殺害したのだが、死体に精液斑が残っていたため逮捕ののち裁判にかけられ、2007年2月に永州市中級人民法院で下された判決では故意殺人罪が適用されたものの、情状酌量が認められ、死緩判決すなわち2年の執行猶予付の死刑判決が宣告されることになった。
かつてはイギリスの領土であり中国に返還後も特別行政区として独自の制度が維持されている香港では、刑事罪行条例の第200章47条及び48条に乱倫罪についての規定があり、近親相姦は違法となっている。ただし、その範囲は近親婚の定義とは異なり、おじおば甥姪に関しては婚姻条例第181章27条で結婚できないとされているが、乱倫罪の定める処罰対象にはなっていない。香港では、両親が離婚し母方の祖父の家に預けられるなどし、学校生活に馴染めずに姉のことを最も敬愛する人だと言い、家にこもってインターネットばかり行っていた当時16歳の弟が、2009年4月のある日に一緒に姉と寝ていたところ、寝ている姉を突然抱きしめ性交し、10月にも無理矢理に迫って性交した後、姉がソーシャルワーカーに相談したことから、弟が乱倫罪を問われ有罪となったが、許しており情を求めると姉と母は郵便で伝え、2010年7月発表の処分では年齢からしても弟は更生施設に送致するのが妥当ということになった。

### 台湾
台湾では中華民国刑法第230条によって、25歳未満（24歳以下）の直系血族及び傍系3親等内血族の近親相姦は違法となっている。もっとも、刑法第236条に血族相姦罪は親告罪と明記されており、当事者達が刑罰を望まない場合は不起訴とすることは可能である。

### アメリカ合衆国
アメリカ合衆国では、合意の上の成人の近親相姦である場合は州によって罰すべきか否か異なる。伝統的な近親相姦法を廃止しているミシガン州（1974年廃止）やニュージャージー州（1979年廃止）では近親姦の刑罰規定は客体が児童の場合に限定され、成人の場合は合法化されているが、成人であっても違法とする州も多い。
だが、2003年の合意に基づく性行為は憲法で保障されているとして同性愛に対するソドミー法を違憲としたローレンス対テキサス州事件判決との整合性から、アメリカ合衆国憲法修正第14条に反する違憲立法との主張がある。子供を4人もうけたことで近親相姦罪を問われ親権を剥奪され、1997年に懲役8年を宣告された兄と懲役5年を宣告された妹の事件で、兄が訴訟を起こしたが、ローレンス対テキサス州事件は同性愛を特別に扱ったと判断する形で、2005年に連邦第7巡回区控訴裁判所はこの訴えを棄却している。
また、オハイオ州では22歳の義理の娘との近親相姦で2004年に120日の投獄を宣告された義父が訴訟を起こしたが、州の最高裁はこの訴えを退けた。なお、対象が一定年齢以下の児童の場合は、すべての州で違法である。ミシガン州でも、養子に出していた当時14歳の息子の写真を送ることを2008年にされなかった際、ソーシャル・ネットワーキング・サイトを用いて息子を探し関係をもったとして母親が罪を問われ、2010年7月13日に9 - 30年の投獄を宣告されたという事例もあるが、弁護士は彼らの関係は母と息子間のそれではなく、通常の男女関係に過ぎないと主張していた。また、バージニア州で近親相姦者は性犯罪者としてインターネット上に情報公開しなくてはならないことになった際、かつて18歳の時に当時14歳の妹との近親相姦の罪を問われ1994年に有罪となり、90日の投獄刑に保護観察の場合の執行猶予が付けられる形で処分を宣告されたことがある男性が訴訟を起こし、妹も裁判で兄の訴えを支持したのだが、2006年9月にプリンスウィリアム郡巡回裁判所はこの訴えを棄却した。

### イギリス
イギリスでは、近親相姦は全面的に違法である。
スコットランドでは、夫との娘を出産したものの産後うつに陥り不妊にさせられた異父妹と恋愛関係になった異父兄がおり、彼らの母親は息子と娘が裸でいるところを目撃したため警察に通報し、近親相姦で兄妹は有罪判決を受けた。これに対し兄妹は2008年5月にテレビ番組に出演し、自分たちの関係について理解を求めた。2011年8月4日には、以前にも近親相姦で有罪になっていたバーミンガムの47歳の父親と26歳の娘が再び近親相姦で有罪を宣告された問題で、BBCは離婚が原因で別々に暮らしていた父娘であり、父親の弁護士が個人の自由を阻害している事件ではない旨を語った話を取り上げた。

### アイルランド
アイルランドの現行法は1908年に制定されたものを1995年に少し修正したものであるが、近親相姦は犯罪と定められている。
アルコール依存症の母親が1998年から2004年までの期間に子供達を虐待していた事件があり、政府は2000年の段階で子供達の保護を試みていたが、母親に味方したカトリック系右翼団体の抗議で対応が遅れてしまったという事態になったものの、後に裁判となり母親は13歳の息子に対して近親姦を行ったなどの罪で2009年にロスコモン巡回裁判所で7年の投獄を宣告されたが、この事件はアイルランドでは女性が裁判で近親姦で有罪になった史上初のケースであり、裁判官には母親に関する近親姦法の不備が指摘された。この事件で、飲んだくれの当時36歳の母親に13歳の時に犯された息子は、母親の動機が分からないため泣きながらその時のことを「僕は困惑した」とアイルランドの警察に対し語ったという。

### フランス
フランスでは、成人の近親相姦に関しては特に刑法で定められていない。ただし、右翼政党国民運動連合の党員の支持により、2010年に未成年者に対する近親相姦に限定して刑法上の文面が制定された。

### ドイツ
父親のアルコール依存症が原因で家庭崩壊となり、他の家に養子に出されていたドイツ民主共和国出まれのパトリック・ステュービングが、2000年の母親の死去をきっかけに孤独さから血縁上の妹と性関係を持ち、子供を4人もうけ、このことで兄が近親相姦罪を問われ、裁判にかけられ服役することになったが、釈放後、兄が再び妹との近親相姦罪で裁判を行うのに合わせ、合意に基づく関係であっても犯罪とする当該の規定の撤廃を求める裁判が行われた。なお、妹も近親相姦罪を問われたものの1年の保護観察処分だった。
弁護士は被害者が存在するわけではないと主張し、子供の遺伝的リスクに関しても、障害を持つ親や40歳を超えて高齢出産をする女性などが犯罪者扱いされないのにもかかわらず、近親者間で子供をもうける親を犯罪者扱いするのは差別だと主張し、妹は取材に対して「私は家族と一緒に暮らすことと、政府と裁判所が放っておいてくれることを望んでいるだけ」と語った。
この事件ではドイツ国民から彼らに同情の目が向けられたが、2008年3月に連邦憲法裁判所は家庭内での権力乱用と近親交配を抑止するために近親相姦法は維持されるべきだとして、この訴えを棄却した。
この問題は、さらに欧州人権裁判所でも争われたが、欧州人権裁判所は、欧州評議会加盟国の間で、この問題についての合意が存在していないことを理由に、ドイツの裁判所が下した兄への有罪判決を支持した。ドイツ政府の諮問機関である倫理委員会は、2014年9月24日、刑法の目的は「倫理基準を強要したり自発的な市民の性交渉を制限するものではない」と結論づけ、合意のある近親相姦に対する刑事罰を廃止するよう求めた。

### シンガポール
近親相姦罪あるいは乱倫罪においては双方が法律の対象となりうる。シンガポールにおいては、2008年の父娘相姦の事例で父親に対して逮捕状が請求されたが、父親は逃亡し娘が残ったため、娘が指名手配中の父親との近親相姦の罪を問われ、2010年に法律改定後初となる近親相姦の女性被告となった。この娘は事件当時20歳であり、法律上は父親の行為に合意していた場合は乱倫罪を適用できる年齢であったためだが、父親が指名手配中であり事件は未だ捜査中という事情もあり、特に無罪判決が出されたわけではないが、2010年9月に一応は娘は釈放された。

### アラブ首長国連邦
アラブ首長国連邦では、2010年2月に姪と関係を持ち妊娠させたオジに対し、その後裁判が行われ、姪はナイフで脅されたと主張したが、オジは薬物中毒状態でよく覚えてなくナイフは持っておらず合意の上だったと主張し、裁判では合意があったと判断されたが、オジに2年の投獄（近親相姦に対しては1年の投獄だが薬物中毒で1年追加）、姪に3ヶ月の投獄が宣告され、首長国ドバイの最高裁判所に上告するも2011年8月に棄却された。

### オーストラリア
オーストラリアにおいては近親相姦は州によって罪に問われる場合がある。
1996年以降、モデル刑事法典役員会 (MCCOC) は近親相姦を違法とする法律について検討を行い、当初は犯罪となる近親相姦は児童への性犯罪法の範疇だとしていたが、成年で同意しているように見えても特に若い場合は児童期から虐待が行われていた可能性があり、その場合はどう対処するのかという問題が浮上し、1999年提出の報告書では結局撤廃を断念した。
夫婦の離婚で長いこと離れ離れになっていた父親と娘が再会後に子供をもうけ、父娘が有罪を宣告され裁判所から性交渉を禁止する命令を出された問題で、2008年4月6日にナイン・ネットワークが提供する番組(『60 Minutes』)で、39歳の娘が父親との間にもうけた自分の娘とともに出演し、テレビを通じて「今少しの理解と尊重を求めたいだけ」と訴えた。
なお、事件が起こったとされる時から数十年後になってからでも、過去に起こったとされる事件について裁判所が刑罰を宣告する可能性も存在する。1976年から1977年に当時14歳の娘が夫である義理の父親に虐待されるのを見逃した妻が、1980年に夫の命令で当時16歳の息子とセックスしたとして、2011年6月9日に2年3ヶ月の仮釈放なしの5年3ヶ月の投獄を宣告されたビクトリア州の女性の裁判例もある。この父親も義理の子供3人と実の子供1人に対する性犯罪疑惑で近親相姦等の罪に問われ、15年の仮釈放なしの18年の投獄が2011年8月9日に宣告された。

## 結婚制度
近親婚の規制はその範囲に関しては民族的な差異は存在しているものの、その規制自体が存在するという点に関してはほとんどの国で共通である。かつて存在したソビエト連邦やブルガリアのように直系姻族間の結婚も可能な国もあるが、禁婚のありようは多種多様であり、日本は大体中ぐらいである。

### 日本
民法では直系の血族と、傍系の血族で3親等以内の者との結婚が禁止されており（民法第734条第1項）、婚姻届を受理する際はそのことを確認しなければならないとされる（第740条）。たとえば、自分自身の兄弟姉妹との関係は、直系ではなく傍系ということになる。法律的には、甥・姪の子供やいとこは傍系4親等であり結婚可能である。日本の民法において血族というのは養子縁組によるいわゆる「法定血族」も含まれるが（民法第727条）、近親婚の禁止について民法第734条第1項のただし書きには養子の異性（傍系のみ）とはこの限りではないとあるため、傍系の養子ならば婚姻は可能である。なお、直系の場合は離縁しても結婚はできない（民法第736条）。1987年の法改正で特別養子縁組という法律上の実親子関係を終了させる制度もできたが、この場合でも近親婚規制は残ると規定された（民法第734条第2項）。
また、配偶者の両親は血族ではなく姻族と呼ばれるが、法律上は配偶者がいる場合には直系姻族についてだけが禁止の対象になり（民法第735条）、傍系姻族ならば結婚が可能となる。そのため、妻の姉妹あるいは夫の兄弟は傍系姻族であるため結婚することは可能である。だが、妻の母親あるいは夫の父親は直系姻族ということになり、結婚は不可能となる。江戸時代は連れ子同士の結婚も認められていなかったが、現在はこのような規定はない。
近親婚では遺産相続の相続権の併有が想定されるが、養子縁組による義兄妹では直系卑属や直系尊属の相続人がいない場合は実際に起こっている話である。例えば妹でかつ妻という場合、配偶者としての相続権を放棄して妹としての相続権のみ残せるかということについて、平成27年9月2日民事二362号法務省民事局長通達により、配偶者としての相続権放棄を確認するための申述書の謄本と、妹としての相続権を放棄していないことを確認するための印鑑証明書を付属させた上申書を、戸籍謄本及び除籍謄本に加えて提出した場合は、そのような所有権移転登記も可能とされた。山本浩司は、兄弟姉妹かつ配偶者という場合、両方の相続権を同時に行使することは認められないのだが、この理由は民法の法定相続分の規定は配偶者に有利にできていると見られているためだと述べている。
なお、近親者同士の内縁関係が事実上の婚姻として社会保障制度の対象になるかどうかは議論がある。具体的には厚生年金保険法第3条2項の規定が議論となるが、判例は事例ごとに判断が割れている。中殿政男は、例えば父と娘が事実婚状態になったところで父親が非難されるだけで、事実を尊重するといった流れになるわけがないと指摘している。

### 大韓民国
大韓民国で1957年に可決された大韓民国民法第809条第1項 (en:Article 809 of the Korean Civil Code) では、慣習法を明文化し同姓同本不婚が規定されていた。しかしこれでは、非常に遠い血族であっても近親婚的に扱われる恐れがある。例えば慶州金氏の始祖は金閼智であるが、新羅で65年に天から降臨したところを発見されたと伝承される人物である。なお、双方の同意をもって事実婚を選ぶことは阻害されず、生まれた子は非嫡出子として扱われていたが、子供達が社会的侮辱を受けているとの指摘があり社会問題化し、また1980年代には同姓同本で結婚できないカップルは推定約30万組に達したともされていた。韓国政府に対し撤廃を求める声もあったが保守勢力の反対もあり、最終的に1997年に大韓民国憲法の定める幸福追求権に反するとして、同姓同本不婚の項目に対し違憲判決が出され、2005年に改正法の施行によって撤廃された。
1977年2月にソウルで、同姓同本で結婚できない20代のカップルが、ホテルで一夜を過ごした後に別れよりも死を選ぶ旨の遺書を残して、そこから飛び降りを行い心中する事件が発生したことがきっかけで、韓国世論が動くことになり、1977年12月31日には1978年限定で同姓同本婚を許可するとの法律も公布されたが、実際には時限立法のため韓国国民に法律の存在を理解させる時間がなかったとされている。この同姓同本不婚の法律の制定の背景には、日韓併合後の日本統治時代に抑圧された儒教組織による復古運動があったとされ、また国会審議で、4親等同士ですら婚姻が認められている野蛮的国家の模倣をするのか、あるいは日本の行いは禽獣であり韓国人の心情に反する、といった議論になるなど、当時激しいものがあった反日感情も大いに影響したとされており、1957年当時の『韓国日報』の調査では、年配の回答者と女性回答者に規定支持者が多かったが、年配層の中では41 - 50歳の世代に規定廃止論者が多く、世代を物語るようであり興味深い結果だと評した。

### フランス
フランス民法典では近親婚の禁止の規定があるが、それに加え子供の認知に関しても制限が存在し、1972年の法改正で直系姻族及びオジオバ甥姪の間にもうけられた子供であれば両親が婚姻中ならば認知は可能ということになったものの、直系血族及び兄弟姉妹の間に生まれた子供に関しては両方の親が同時に子供を認知することはなお認めておらず、異父兄弟姉妹間に生まれ母親に認知された子供が父親と養子縁組することを認めるよう求めた裁判もあったのだが、2004年1月6日に破毀院はそのような養子縁組は認められないとの判断を示した。

### スウェーデン
スウェーデンでは婚姻法第2部第2章第3条の規定により、直系血族と同父かつ同母の兄弟姉妹の結婚は認められないが、異父または異母の兄弟姉妹ならば政府当局の許可を得た上であれば結婚は認められる。これは異父兄妹が近親相姦罪で犯罪者扱いされながらも別れろという命令を無視し、子供を2人もうけた事件をきっかけにして、1973年に異父または異母ならば特例で兄弟姉妹婚も可能なよう法改正が行われたためである。

### インド
インドでは婚姻規制は宗教に任せることになっているため、国としては近親婚の禁止を強制していないが、事実上宗教に基づき近親婚は規制されている。
クルアーンの第四章「婦人」には、母、妻の母、乳母、娘、継娘（妻と肉体的交渉がある場合）、姉妹、乳姉妹、息子の妻、父の妻、オバ、姪との婚姻、及び婚姻が解消されないうちの姻族の姉妹との重婚を禁じるという表現がある。イスラームの法体系であるシャリーアでは、血族の兄弟姉妹、直系血族、兄弟姉妹の直系血族、直系血族の兄弟姉妹、及びそれに対応する乳親族、義理の父母及び娘息子、養父母及び養子をマフラムとして、彼らどうしの結婚を禁じている。一部のムスリムは叔父と姪の結婚は行っている。2007年11月、インドの西ベンガル州で15歳の娘を妊娠させた36歳のムスリムが、アッラーのお告げによって娘と結婚することにしたのであると言いだしたところ、怒れる隣人たちにリンチされそうになったため、警察が父親を救出する事件が発生した。この事件では、インドのイスラーム神学校であるダルル・ウルーム・デオバンドが、父と娘の結婚は無効であると宣言している。

### イギリス
イギリスでは聖公会祈祷書の規定を原型にして、両親と祖父母及び子と孫（姻族含む）及び養子とおじおば甥姪との結婚を認めないことになっている。元々は聖公会祈祷書に基づく教会法は、姻族の兄弟姉妹及びおじおば甥姪との結婚も認めていなかったが、20世紀前半にイギリス議会において配偶者の死亡後の結婚に関しては合法化が次々に決められた。なお、近親者が近親関係を申し出ずに結婚した場合は、近親であると証明されれば法廷で婚姻関係を破棄される。双子が互いに双子と知らずに結婚し、血縁関係が明らかになったため法廷上で婚姻関係を破棄されてしまった事例が存在したことが、2008年1月にイギリス貴族院で言及されている。

### いとこ同士の場合

世界のいとこの結婚に関する法律
結婚が可能としている地域
特別な場合を除いていとことの結婚が可能としている地域
宗教や文化に依存して許可している地域^{1}
特別な場合を除いていとことの結婚を禁止している地域
刑罰を設けてはいないが法律上は禁止している地域
性関係が場合によっては性犯罪となりうるとしている地域
データなし
----^{1}インド、ヒンドゥー教を参照。

アメリカ合衆国の州の中にはテキサス州などのように、いとこ同士の性関係自体に対し刑罰規定を設け、犯罪と定めている州もある。結婚に関しては、いとこ婚が無条件に可能なのは19の州及びコロンビア特別区のみであり、双方の配偶者が年齢65歳以上または不能に関する証拠を持つ年齢55歳以上の場合に限って許可しているユタ州など、制限付きで可能なのが6州で、残る25の州ではいとことの結婚は禁止されている（2011年現在）。
中華人民共和国や朝鮮半島などの国家・地域では、いとことの結婚が認められない場合がある。1981年1月1日施行の中華人民共和国の修正婚姻法第7条1号では、傍系では3代即ち4親等までの血族の婚姻を認めていないため、いとこ婚は不可となっている。ただし、推奨はされないが民族性などを省みた上で、傍系血族婚規定について弾力的運用をすることは可能であるとしている。一方、大韓民国では8親等以内の血族との結婚は認められないため、いとこやはとこはおろか、みいとことも結婚が認められないことになっている。
ヨーロッパではいとことの結婚は一応は可能であり、進化論を唱えたチャールズ・ダーウィンなどがいとこと結婚している。ただカトリックの場合、教会法では原則禁止で、あくまで赦免を与えて特別に許可しているというに過ぎないので、個人の信仰上問題視されることならばありうる。アガサ・クリスティ原作のテレビドラマシリーズ『名探偵ポワロ』の一編「葬儀を終えて」では、葬儀のために集まったいとこが性的関係をもってしまい、深刻に悩む描写がある。
日本ではいとことの結婚は合法であり、例えば歴代総理大臣のうち若槻禮次郎、岸信介・佐藤栄作兄弟、菅直人の妻がいとこである。このうち、最初の3人は養家（父方または母方のおじ・おばの家）を継ぐため親族間の合意の下に婿養子となっており、菅の場合は恋愛結婚を親族に認めさせたものである。近年まで都市部以外ではいとこ婚を歓迎する傾向があり、仲人婚と同様に普通に行われていた。
イスラーム国家でもいとことの結婚は合法であり、慣習上推奨すらされる場合もある。有名なケースでは、イスラーム教の開祖である預言者ムハンマドや、イラクの大統領サッダーム・フセインなどがいとこと結婚している。ムハンマドの従妹で妻のザイナブ・ビント・ジャハシは、神の使徒の親戚という家柄に誇りを持っていた。いとことの結婚の中でも、父方叔父の娘との結婚であるビント・アンム婚は理想と考えられている。宗教上においては、従姉妹と結婚する者は、復活の日に神から罰を受けることがないといわれている。イラク戦争でアメリカ軍に射殺されたサッダームの息子ウダイとクサイは、いとこである第一夫人との子供であった。

### 傍系三親等血族同士の場合
イギリスのように、おじおば甥姪との性関係に対して刑罰規定が適用されうるとする法域も存在するが、ロシアでは家族法典第14条で近親婚扱いされておらず、婚姻が許可されている。ドイツでも婚姻法第4条第1項第21条で近親婚扱いされていないため、婚姻が可能である。フランスでは民法典第163条で一応は禁止されているものの、民法典第164条の規定で重大な理由がある場合はフランス大統領は婚姻を許可することができることになっている。日本でも国家としては婚姻の許可はしないものの、性関係に対する罰則は存在しない上、地域社会で結婚が実質的に受け入れられている場合もある。倉本政雄が1942年（昭和17年）の年度に調査し、1943年（昭和18年）に豐田文一と共同で発表した研究報告では、富山県の産婦人科で取り扱った1197人の調査において、叔姪婚が2組（全ての結婚のうちの約0.17%）存在していたという報告がある。だが、たとえ地域社会で受け入れられていても民法で許可された婚姻と同等に扱うことはできないのでは、という論争が日本ではあった。
茨城県で父方の叔父と1958年以降内縁関係にあった姪が、叔父の死亡後に近親婚を理由として社会保険庁から遺族年金の支給を断られたため裁判となった。2004年6月22日、東京地方裁判所は地域社会で公認されている以上は法的な妻と同等の権利はあると判断した。しかし、控訴審の東京高等裁判所では2005年5月31日、近親婚的内縁関係に権利を認めると民法で守られている秩序が破壊されてしまうとして、社会的に保護される権利はないと逆転判決を出した。これを受け最高裁判所への上告が行われ、2007年3月8日、最高裁判所はこの場合は地域社会に受け入れられているため、倫理性や公益性を省みた上で権利は認められる、と原告の訴えを認める判断を示した。

### 堕胎について
近親相姦で妊娠した場合に出産するか否かについての問題もある。堕胎（または人工妊娠中絶）が完全に違法になるかなど各国の司法権によって対応が異なる。アメリカ合衆国では女性の権利として堕胎が認められており、近親相姦で妊娠した場合も産む産まないの選択が可能である。しかしながら、胎児の人権を重視する立場のプロライフ派はこの対応を批判しており、激しい論争が発生している。
2006年3月6日にサウスダコタ州で、母体に危険がない場合は近親姦や強姦によるものを含む全ての妊娠における堕胎を犯罪とする法律に、州知事が署名した。しかしこの州法に対し、2006年11月7日に住民投票が行われ、反対56%賛成44%の反対多数で廃止が決定された。だがこの話はその後もアメリカ合衆国で問題となり続け、2019年にもアラバマ州で同様の法律が成立した。このアラバマ州の件を受けて大統領のドナルド・トランプは、近親姦や強姦の場合は堕胎禁止の例外だという自らの見解を2019年5月19日に示した。一方、スティーブ・キングは2019年8月14日に、我々だって近親相姦で生まれた子供の子孫じゃないかと指摘し、人工妊娠中絶に徹底して反対する姿勢を正当化した。
日本では刑法第2編第29章に「堕胎の罪」という章があり堕胎は犯罪とされているが、母体保護法（法令番号は昭和23年7月13日法律第156号）2条2項に定義される「人工妊娠中絶」が、同法14条1項に掲げられる適応事由に当てはまる場合に可能とされているため、事実上は非犯罪化されている。昭和23年7月13日法律156号のかつての名称は優生保護法であり、障害のある胎児が生まれてこないようにすることが目的で、差別的だということで女性の権利を重視する内容にして1996年に改名された経緯がある。だが、適応事由に当てはまるか否かは指定医師の判断に委ねられていることから、実際には安易な運用がなされていないかという問題はある。橘ジュンの『最下層女子校生 無関心社会の罪』（2016年）には、父親との間にできた子供であっても本当は産みたかったのに中絶することになってしまい、自分のことを殺人犯だと感じたという女性の話が載せられている。
もっとも、人工妊娠中絶を行うためは医師に高い金を払う必要があるため、経済的に行いたくてもできない場合がある。自分の子供を殺して埋めたということで新潟地方裁判所において殺人と死体遺棄の罪で2018年に懲役4年が言い渡された女性は、子供の父親であり自身にとっては継父で養父でもある男性に中絶費用を請求したものの断られ、その後の父親の発言を省みた上でこのような事件を起こしたとされる。ちなみにこの養父は養女が主張していることに信憑性はないとして自らの身の潔白を主張したのだが、判決は同様に実刑となった。